# Jaspis sansibarensis
Jaspis sansibarensis är en svampdjursart som först beskrevs av Baer 1906.  Jaspis sansibarensis ingår i släktet Jaspis och familjen Ancorinidae. Inga underarter finns listade i Catalogue of Life.